# Édouard Louis Dubufe

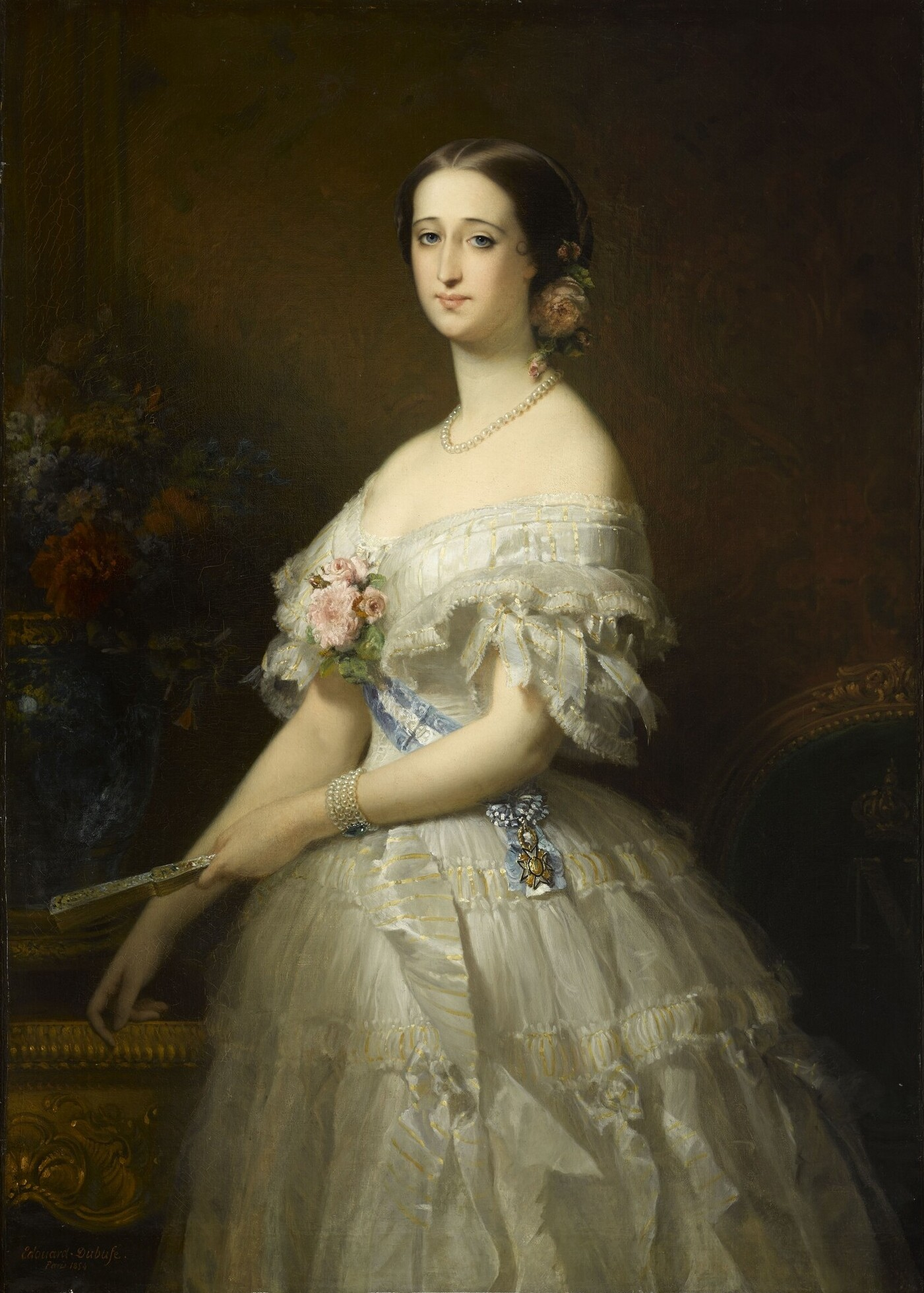
L'imperatrice Eugenia, 1853.

Édouard Louis Dubufe (Parigi, 31 marzo 1819 – Versailles, 11 agosto 1883) è stato un pittore francese.

## Biografia
Figlio del pittore Claude Marie Paul Dubufe e di Edmé Duménillet, iniziò a dipingere come allievo di suo padre e poi di Paul Delaroche a partire dal 1834. Agli inizi realizzò dipinti a carattere storico e religioso,  poi la sua inclinazione per la ritrattistica si impose decisamente.
L'11 gennaio 1842 sposò Juliette Zimmermann, una scultrice, figlia del maestro di piano Pierre Zimmermann, la cui sorella, Anne, avrebbe sposato un allievo di suo padre, Charles Gounod, che divenne cognato di Édouard. Una profonda e sincera amicizia legò i due uomini e perdurò oltre la morte di Juliette, avvenuta nel 1855.
Dal matrimonio nacque un figlio, anch'egli pittore: Guillaume Dubufe.
Durante il suo soggiorno in Inghilterra, tra il 1848 e il 1852, scoprì i grandi ritrattisti inglesi e commissionò a J. Thomson una litografia del ritratto di Luigi Filippo in esilio, basandosi su un ritratto che aveva dipinto nell'ottobre del 1849 a Claremont. Nel 1852 si recò in Italia.
La sua carriera come ritrattista iniziò nel 1850 con il ritratto della contessa di Beaussier seguito da quello di Napoleone III e di quello di sua moglie, l'imperatrice Eugenia, realizzato nel 1853, che sono rispettivamente proprietà il primo del Museo d'Orsay e il secondo del museo della reggia di Versailles, in custodia a Compiègne.
Insieme a Franz Xaver Winterhalter divenne il più famoso ritrattista del Secondo Impero. Nel 1853 morì suo padre e nacque il suo primo figlio, Guillaume Dubufe, che diventerà il terzo pittore della famiglia. Juliette morì due anni dopo insieme alla figlia appena nata, Juliette-Hortense.
Nel 1856 dipinse il Congresso di Parigi su richiesta dell'Imperatore. L'imperatrice Eugenia richiese la sua partecipazione alla decorazione del suo Salone blu al Palazzo delle Tuileries, dove dipinse le sue damigelle. Ebbe grande successo tra gli aristocratici e gli ambienti più raffinati dell'alta borghesia.
Nel 1866 fu criticato da Émile Zola, nell'articolo Mon Salon pubblicato ne L'Événement del 30 aprile, circa le sue qualità come membro della giuria del Salon. Divenne molto amico dell'architetto Jean-Baptiste Pigny, anche lui membro della giuria del Salon.
Sposò in seconde nozze Léonie Berthold il 21 luglio 1866 a Parigi.
Spirò l'11 agosto 1883 e fu sepolto nel cimitero di Notre-Dame di Versailles.

## Opere
(elenco parziale)
Disegni, stampe, acquerelli, litografie
- 1849: Luigi Filippo in esilio (Museo del castello di Versailles)
- 1849: Maria Amelia in esilio (Museo di Luigi Filippo a Eu)
- (senza data): Le Baron Desnoyer (Museo di Compiègne)
- 1859: Il congresso di Parigi
- 1863: Maria ai piedi della croce
- 1863: Jean Frédéric André Poulbert, barone de Neuflize
- (senza data): Dopo il ballo

Sculture
- (senza data): Medaglione di Claude Marie Paul Dubufe (Museo d'Orsay)

Dipinti

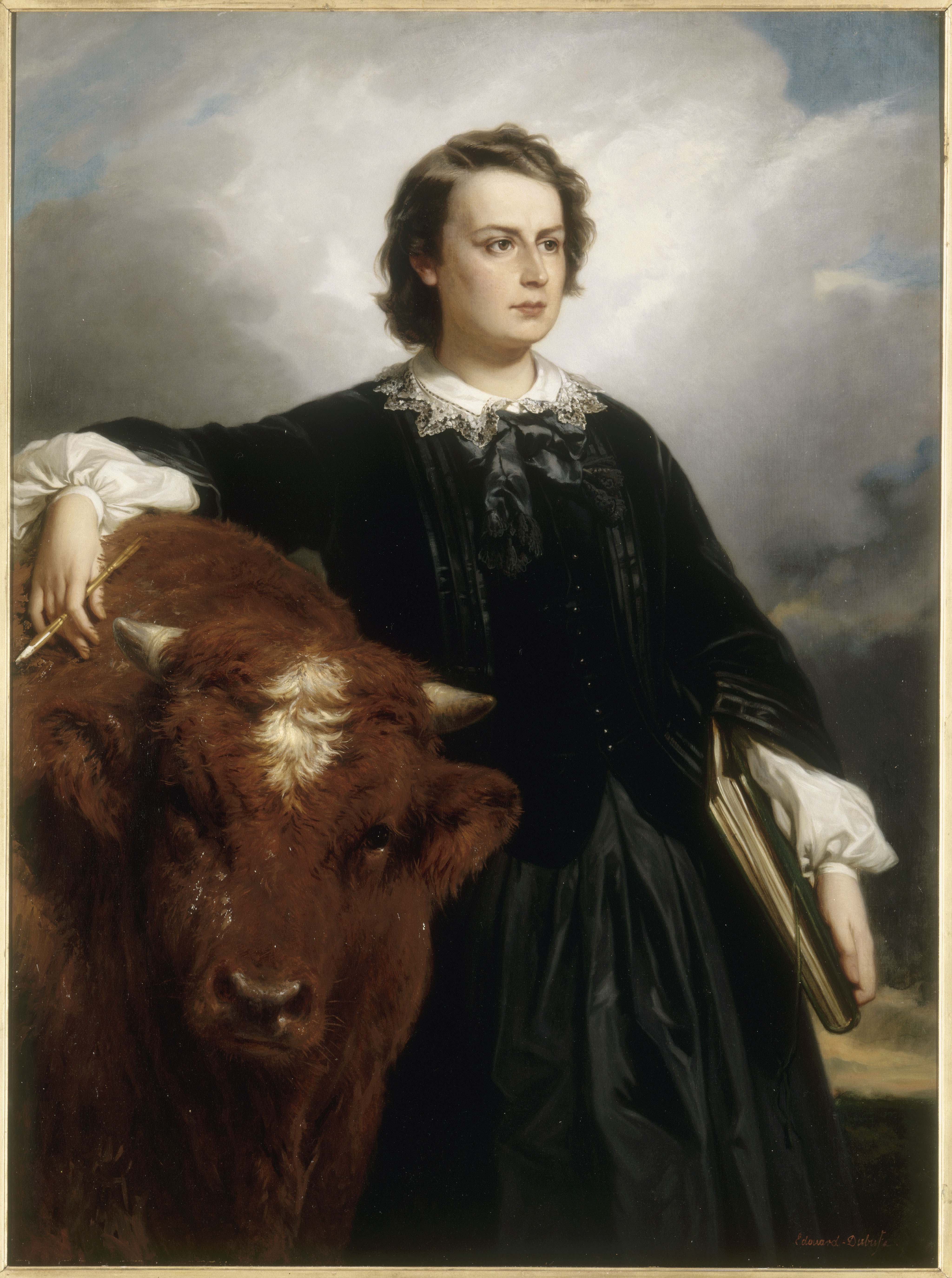
Ritratto di Rosa Bonheur, 1849

- 1835: Testa virile (Museo d'arte e di storia di Lisieux)
- 1839: L'annunciazione
- 1839: Diana
- 1840: Il miracolo delle rose
- 1841: Ritratto della baronessa Laurent Atthalin
- 1842: Ritratto di Madame Dubufe, sua moglie
- 1843: Ritratto della baronessa de Bailleul Blanquart (Museo delle belle arti di Rouen)
- 1843: Giovane greco che esce dal bagno (Museo di Compiègne)
- 1844: Betsabea (Salon)
- 1844: La preghiera del mattino (Palazzo delle Tuileries)
- 1844: Ritratto di Edouard-Adolphe Mortier, duca di Trevi (Museo militare dell'Hôtel des Invalides)
- 1844: Discorso di Gesù sulla Montagna
- 1845: Joseph Fouché duca d'Otranto (Museo del castello di Versailles)
- 1849: Ritratto di Maria Amelia in esilio
- 1849: Rosa Bonheur
- 1850: Ritratto della contessa di Beaussier (Museo delle Orsoline a Mâcon)
- 1853: Ritratto dell'imperatrice Eugenia (Museo del castello di Versailles; conservato a Compiègne)
- 1853: Ritratto di Napoleone III (Museo d'Orsay)
- 1854: Ritratto dell'imperatrice Eugenia (Museo del castello di Versailles)
- 1873: Ritratto della principessa Henriette de Faucigny Lucinge nata de Mailly-Nesle (Moncalieri, collezione privata)

## Bibliografia

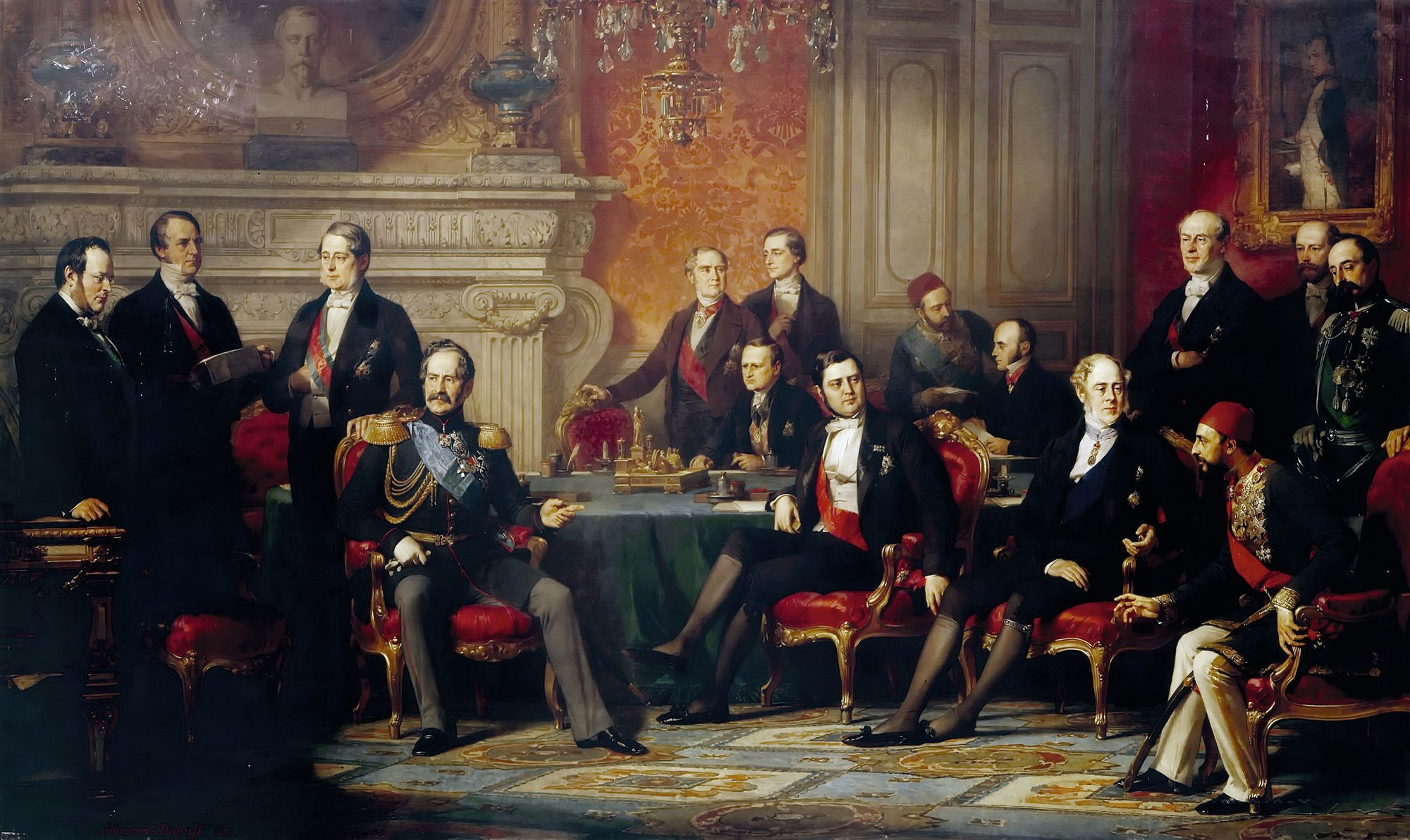
Il Congresso di Parigi, 1856.